# KOICHI DOMOTO Endless SHOCK Original Sound Track
『KOICHI DOMOTO Endless SHOCK Original Sound Track』（コウイチ・ドウモト エンドレス・ショック オリジナル・サウンドトラック）は、2006年1月11日にリリースされた、ミュージカル『Endless SHOCK』のサウンドトラック。発売元はジャニーズ・エンタテイメント。

## 解説
堂本光一が座長・主演を務めるミュージカル『SHOCK』シリーズの中から、2005年公演『Endless SHOCK』に使用した楽曲を集めたサウンドトラックである。サウンドトラックと言いつつも、「公演を観たことのない人にも楽しめるよう、独立した音楽CDとして聴けるように選曲やアレンジを考えた」（本人談）とのことである。堂本光一名義となっているが、特にインスト曲などは、制作に本人が関わっていないものもある。ヴォーカル曲は（公演では他の役者が歌っている部分も含め）全て堂本がメインヴォーカルを務めている。
初回盤にはデジタルフォトブックと同年春に発売されたDVD『Endless SHOCK』の予告編を収録した12分DVDを封入、通常版にはボーナストラックが収録されている。
2017年4月19日に2枚目のサウンドトラックである『KOICHI DOMOTO 「Endless SHOCK」Original Sound Track 2』が発売された。
2025年4月1日よりサブスクおよびダウンロード配信された。

## 収録曲
1. OVERTURE (INST)　1'16"
作曲・編曲：佐藤泰将
2. So Feel It Coming　2'54"
作詞：3+3　作曲：堂本光一　編曲：佐藤泰将
3. NEW HORIZON　4'02"
作詞：久保田洋司　作曲：飯田建彦　編曲：船山基紀
4. AMERICA　2'32"
作詞：3+3　作曲・編曲：船山基紀　コーラスアレンジ：知野芳彦
5. Love and Loneliness　3'50"
作詞・作曲：Anders Barren, Nina Woodford, Jany Schel　編曲：船山基紀　日本語詞：白井裕紀, 新美香
6. 花魁 (INST)　3'12"
作曲・編曲：佐藤泰将
7. 戦車 (INST)　4'24"
作曲・編曲：佐藤泰将
8. 合戦 (INST)　3'00"
作曲・編曲：佐藤泰将
9. 死闘 (INST)　3'02"
作曲・編曲：佐藤泰将
10. 罠 (INST)　1'15"
作曲・編曲：佐藤泰将
11. In the Cemetery　2'34"
作詞：久保田洋司　作曲・編曲：岩田雅之
12. Why don’t you dance with me?　3'53"
作詞：白井裕紀, 新美香　作曲：堂本光一　編曲：ha-j, 吉岡たく
公演では2番部分をライバル役（今井翼、錦戸亮、生田斗真など）が歌うが、本作では堂本光一のソロナンバーとなっている。また、2006年の堂本光一ソロライブではMAのメンバーが2番を歌うバージョンも披露された[要出典]。
13. Flying2 (INST)　3'00"
作曲・編曲：佐藤泰将
14. マスク (INST)　3'07"
作曲・編曲：佐藤泰将
15. 夜の海　4'51"
作詞：白井裕紀, 新美香　作曲：堂本光一　編曲：ha-j, 吉岡たく
本人いわく、お風呂で「日本的…日本的…」といっていたらAメロが思い浮かび、風呂を飛び出して作った曲[要出典]。
公演では消える主人公がショーを行うクライマックスで流れる楽曲[6]。
16. 大桜　(INST)　2'02"
作曲・編曲：佐藤泰将
17. CONTINUE　5'28"
作詞：久保田洋司　作曲：堂本光一　編曲：高橋哲也
公演ではいきなり歌から始まるが、CDではイントロ部分から収録されている[要出典]。
18. One　4'29"
作詞：六ツ見純代　作曲・編曲：馬飼野康二
通常盤にのみ収録。

## チャート成績
9.2万枚を売り上げ、オリコンチャートにおいてミュージカルのサウンドトラックとして史上初めて首位を獲得した。また、2006年度の第21回日本ゴールドディスク大賞サウンドトラック部門を受賞した。